# Blathmin Ní Briain
Blathmin Ní Briain, auch Blathmuine ingen Muirchertach (andere erschlossene gälische Namensform) oder Bjaðmunjo Mýrjartaksdóttir (normalisierter altnordischer Name) genannt, war eine irische Königstochter. Als Kind wurde sie 1102 mit dem ebenfalls noch jungen norwegischen Königssohn Sigurðr verheiratet, um ein Friedensbündnis zu sichern. Die Ehe wurde aber im darauffolgenden Jahr nach dem Tod ihres Schwiegervaters wieder aufgelöst.

## Quellen und Namensformen

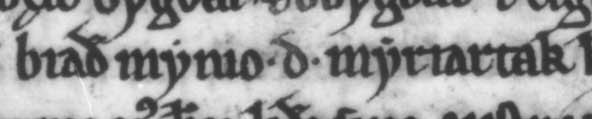
Eine Variante ihres Namens in der Handschrift AM 47 fol. (f. 34r) aus dem 14. Jahrhundert, transkribiert Biaðmynio d(ottor) Myriartak (konungs)

## Hintergrund

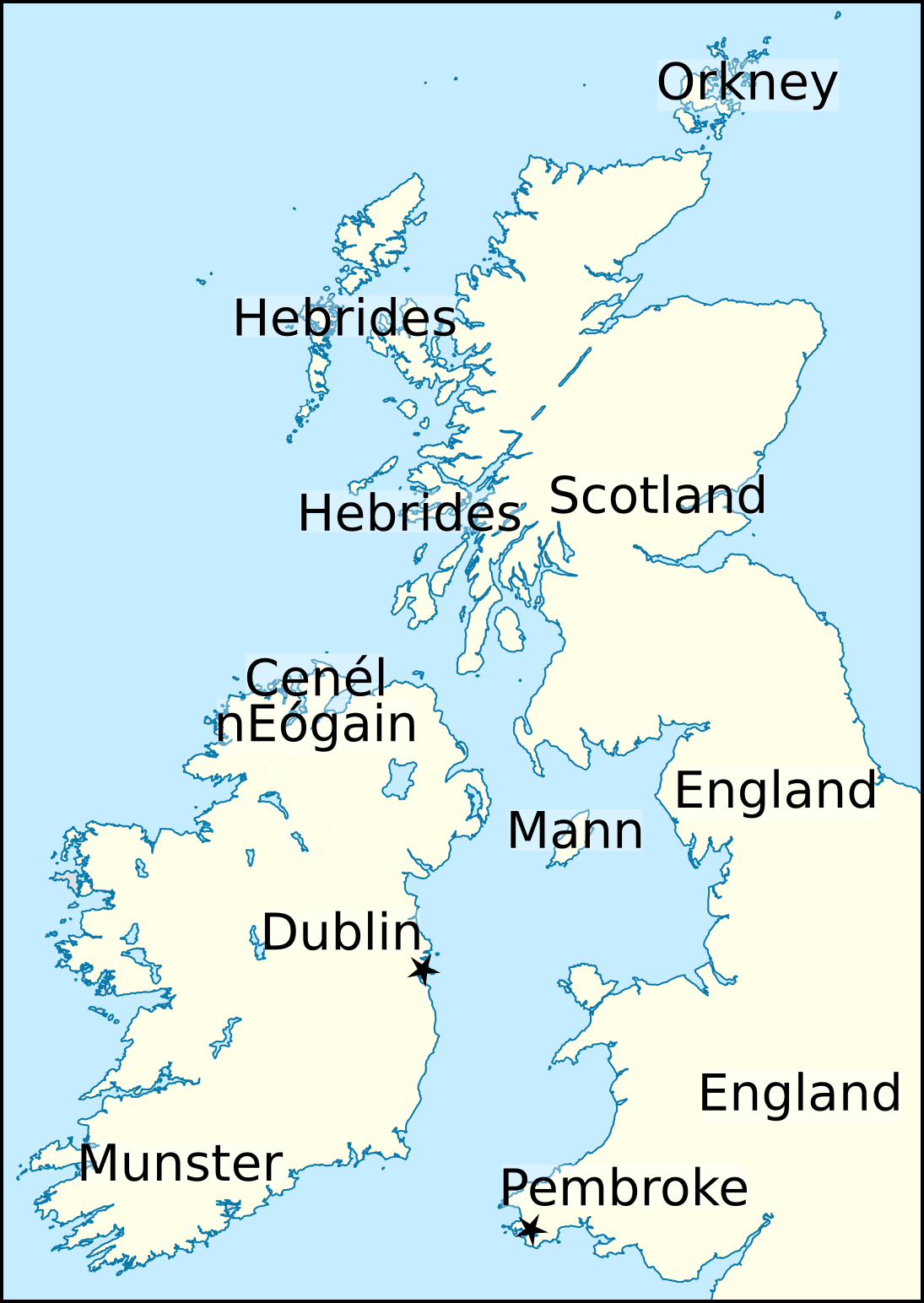
Orte von Bedeutung für Blathmins Leben (englischsprachige Beschriftung)

## Heirat

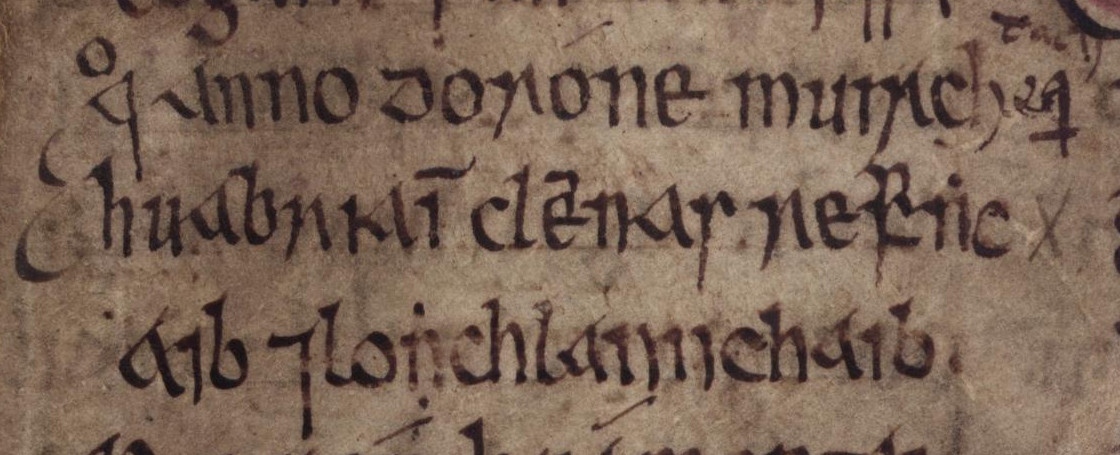
Ausschnitt aus der Handschrift Oxford Bodleian Library Rawlinson B 503 (Annalen von Inisfallen, f. 32r) über die von Muirchertach 1102 umgesetzten Heiratsbündnisse

## Folgen

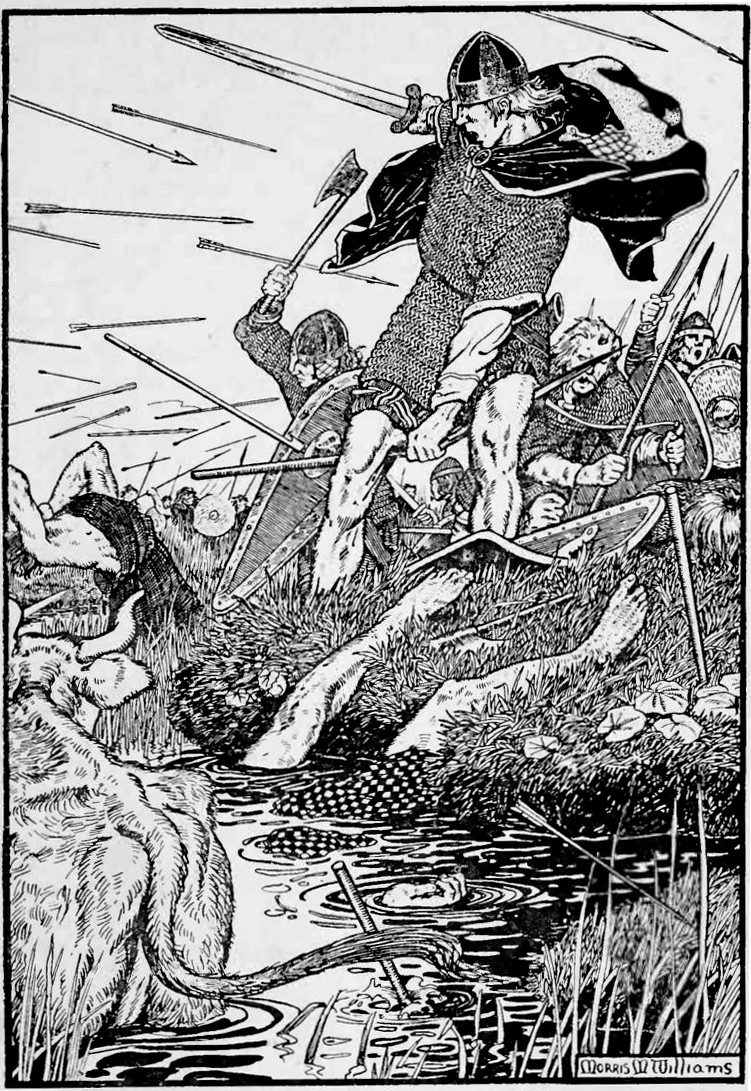
Magnús Óláfsson stirbt im Kampf (Illustration aus dem frühen 20. Jahrhundert)